# دیان تورن
دیان تورن (انگلیسی: Dyanne Thorne؛ زاده ۱۴ اکتبر ۱۹۳۶ – درگذشته ۲۸ ژانویه ۲۰۲۰) بازیگر و مانکن اهل ایالات متحده آمریکا بود.
از فیلم‌های او می‌توان به ایلسا، رئیس نابکار زندان و ایلسا، ماده‌گرگ اس‌اس اشاره کرد.